# Вакциниум яйцевидный
Вакци́ниум яйцеви́дный (лат. Vaccínium ovátum) — вид растений из Северной Америки, входящий в род Вакциниум (Vaccinium) семейства Вересковые (Ericaceae).

## Ботаническое описание

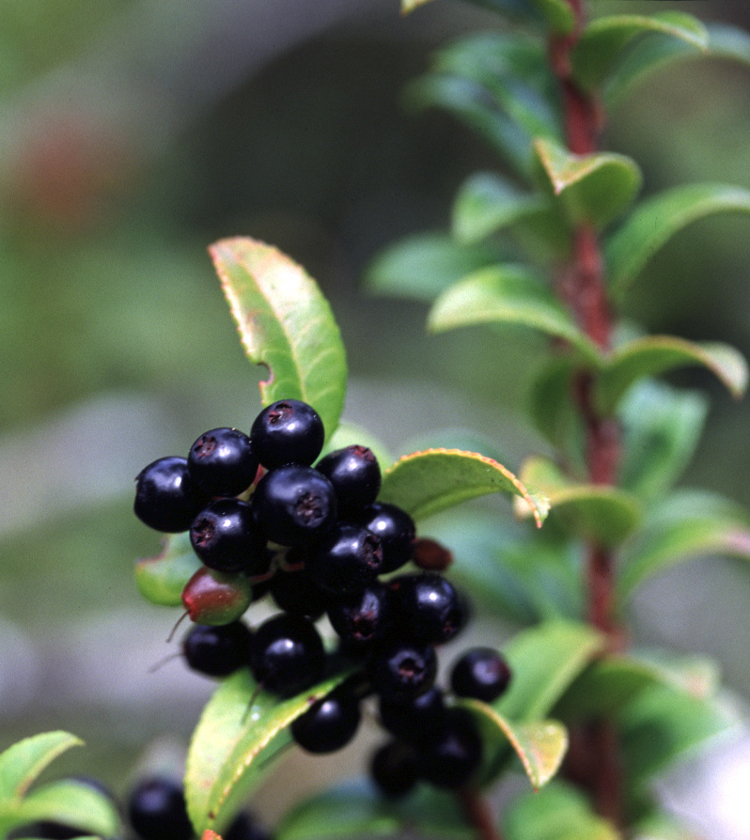
Чёрные ягоды вакциниума обладают приятным сладким вкусом

Прямостоячий вечнозелёный кустарник, достигающий в благоприятных условиях высоты в 1—3 м. Веточки с многочисленными листьями, покрытые волосистым опушением. Листья очерёдные, кожистые, толстые, яйцевидные до ланцетовидных, с заострённым концом, с острозубчатым краем, до 3 см длиной (черешки до 3 мм), с верхней стороны блестящие, тёмно-зелёные, с нижней — бледно-зелёные.
Цветки собраны в пазушных кистевых соцветиях по 1—5, с колокольчатым белым или бледно-розовым венчиком. Тычинки с плоскими волосистыми нитями.
Плод — чёрная или тёмно-фиолетовая широкояйцевидная ягода около 0,6 см длиной.
Диплоидный набор хромосом — 2n = 24.

## Ареал
Вакциниум яйцевидный распространён вдоль западного побережья Северной Америки. Южная граница ареала — округ Санта-Барбара в Южной Калифорнии. На север вакциниум заходит в Британскую Колумбию.
Произрастает на земле на опушках равнинных хвойных лесов, также иногда в качестве эпифита на стволах секвойи. Часто растёт вместе с салалом, другим вечнозелёным кустарником из вересковых, и восковницей калифорнийской.

## Значение
Плоды вакциниума сочные, обладают приятным сладким вкусом, используются в качестве начинки для пирогов.
Ветви вакциниума используются в рождественских украшениях, так как тёмно-зелёные листья длительное время сохраняют цвет.

## Таксономия

### Синонимы
- Metagonia ovata (Pursh) Nutt., 1843
- Vaccinium lanceolatum Dunal, 1839
- Vaccinium ovatum var. saporosum Jeps., 1925